# Sălciua de Sus
Sălciua de Sus – wieś w Rumunii, w okręgu Alba, w gminie Sălciua. W 2011 roku liczyła 475 mieszkańców.